# Polbank EFG

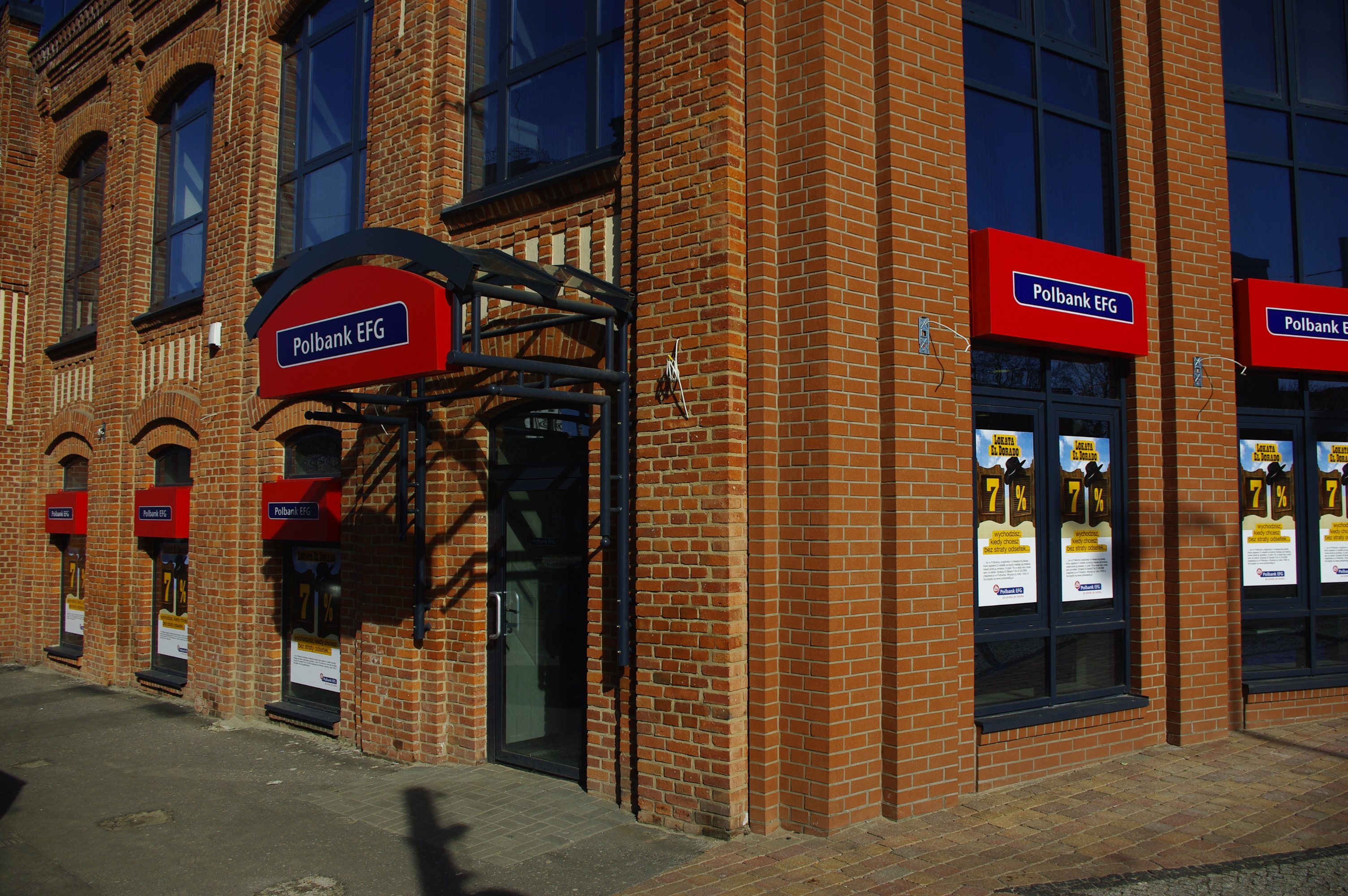
Oddział Polbank EFG w Łodzi przy ul. Rzgowskiej

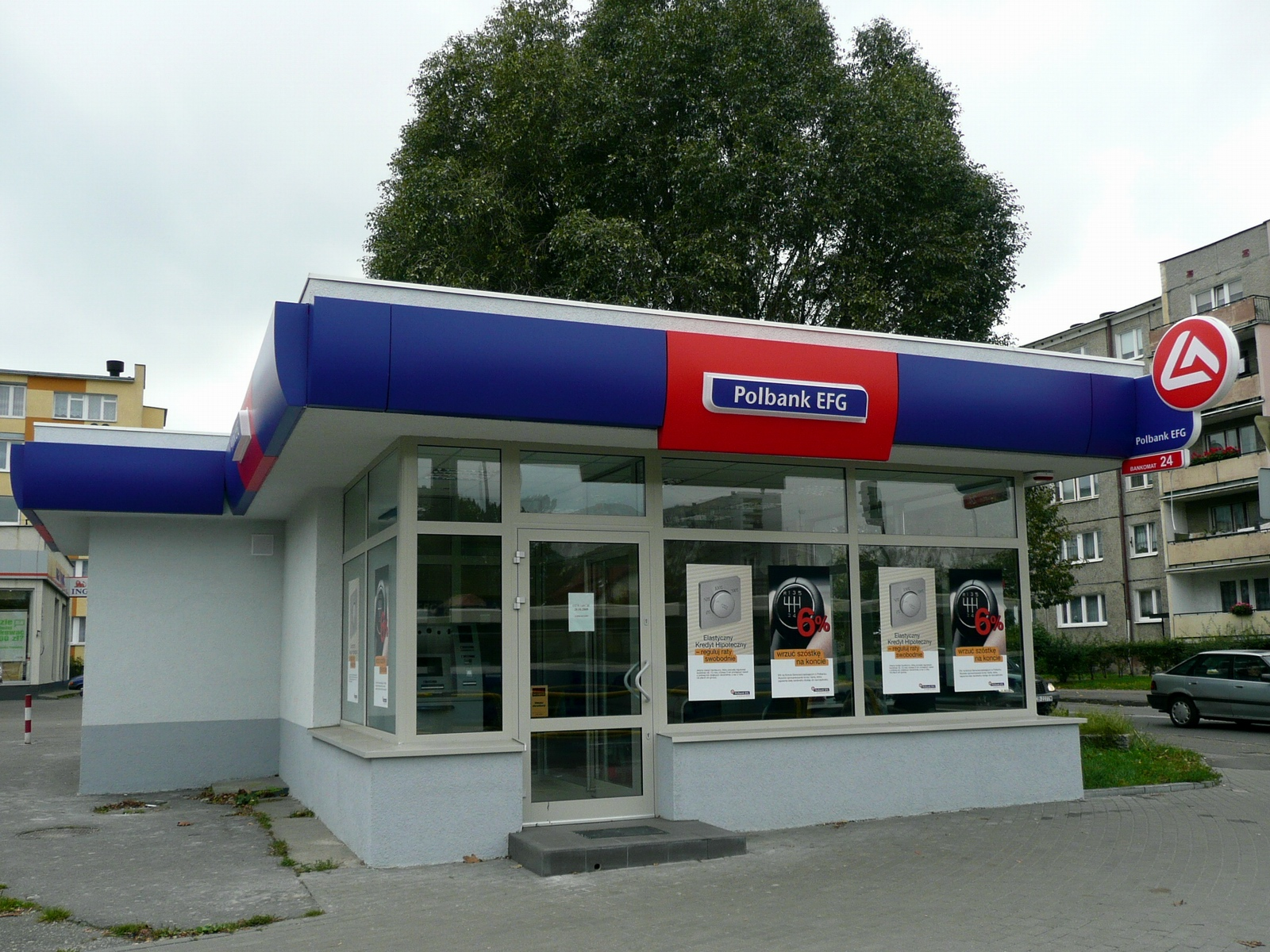
Oddział Polbank EFG w Bydgoszczy przy ul. Skłodowskiej-Curie

Polbank EFG S.A. (Polbank) – bank obecny na polskim rynku od 14 lutego 2006 do 31 grudnia 2012, od września 2011 w formie spółki akcyjnej w ramach greckiej grupy kapitałowej EFG Eurobank Ergasias. Wcześniej funkcjonował w formie instytucji kredytowej działającej na terytorium RP. . Z początkiem 2013 roku został połączony z Raiffeisen Bank Polska S.A, a połączony bank zmienił nazwę na Raiffeisen Polbank.

## Historia
Polbank EFG był częścią grupy kapitałowej European Financial Group z siedzibą w Genewie, będącej udziałowcem banków oraz innych instytucji finansowych na całym świecie. Początkowo Grecy chcieli wykupić wrocławski Eurobank modyfikując tylko nazwę na Eurobank EFG. Jednak ostatecznie zdecydowali się na budowanie marki od podstaw i stworzenie nowego gracza na rynku usług bankowych w formie oddziału zagranicznego. Polbank EFG oferował produkty bankowe adresowane do klientów indywidualnych (m.in. kredyty hipoteczne, gotówkowe, karty kredytowe, konta oszczędnościowe, lokaty), korporacyjnych (m.in. obsługa transakcji handlowych, zarządzanie płynnością firmy) oraz małych przedsiębiorstw (m.in. pełna oferta kredytowa i rozliczeniowa).
W lipcu 2010 Polbank EFG ogłosił, że wkracza w kolejną fazę rozwoju i poszukuje partnera w Polsce.
Następstwem przyjętej strategii było przekształcenie oddziału w 2012 w spółkę powołaną na prawie polskim (Polbank EFG S.A.) i ogłoszenie planów fuzji z Raiffeisen Bank Polska. Fuzja prawna nastąpiła 31 grudnia 2012 i Polbank przestał tego dnia funkcjonować jako osobny podmiot prawny, a w maju 2014 miała miejsce fuzja operacyjna i technologiczna, oznaczająca przeniesienie danych z systemów dawnego Polbanku do docelowej architektury IT połączonego banku.

## Nagrody i wyróżnienia
- Najlepszy bank dla firm 2010, zestawienie magazynu „Forbes”
- Najlepszy bank dla firm 2009, zestawienie magazynu „Forbes”[6]
- Solidny Pracodawca Roku 2008, konkurs organizowany przez Media Partner[7]
- Solidny Pracodawca Roku 2006, konkurs organizowany przez Media Partner[8]